# 上海市公共场所控制吸烟条例
上海市公共场所控制吸烟条例是中華人民共和國上海市一部有關管控公共場所吸煙的地方性法規，2009年12月10日，由上海市第十三届人民代表大会常务委员会第十五次会议通过。該條例規定室内公共场所、室内工作场所和公共交通工具内、公共交通工具等候区域禁止吸煙。2016年11月11日，上海市第十四届人民代表大会常务委员会第三十三次会议第一次對該條例修正。修正案於2017年3月1日正式生效。修正案擴大了禁止吸煙區域。
該條例生效後，上海成年人吸烟率从2010年的26.85%下降至2019年的19.70%。